# Vladimir Davidovič Aškenazi
Vladimir Davidovič Aškenazi, e nella traslitterazione anglosassone Vladimir Davidovich Ashkenazy, a volte traslitterato in Ashkenazi (in russo Влади́мир Дави́дович А́шкенази?; Gor'kij, 6 luglio 1937), è un pianista e direttore d'orchestra russo naturalizzato islandese. È anche cittadino svizzero.

## Biografia

### Primi anni
Nato nella città allora nominata "Gor'kij" (che dal 1991 è tornata ad avere il nome di Nižnij Novgorod) da padre ebreo, il pianista David Aškenazi, e da sua moglie Evstolija Grigor'evna Plotnova, figlia di una famiglia di contadini russi, Aškenazi iniziò i suoi studi all'età di sei anni e, mostrando particolare talento, a otto anni entrò nella Scuola di Musica Principale di Mosca, dove studiò con Anaida Sumbatian. Entrato successivamente nel Conservatorio di Mosca, studiò con il grande pianista Lev Oborin e vi si diplomò.
Nel 1953 suona nella prima esecuzione assoluta nella Sala Grande del Conservatorio Čajkovskij di Mosca del Concerto n. 3 op. 50 in re maggiore per pianoforte e orchestra di Dmitrij Borisovič Kabalevskij diretto dal compositore.
All'edizione del 1955 del prestigioso Concorso pianistico internazionale Frédéric Chopin di Varsavia arrivò secondo, nonostante a lui fossero andate le preferenze di Arturo Benedetti Michelangeli, giurato del concorso, che giudicò un favoritismo arbitrario la vittoria del polacco Adam Harasiewicz e per questo motivo abbandonò anzitempo la manifestazione. Nel 1962 condivise con John Ogdon il primo posto al Concorso pianistico internazionale Čajkovskij.

### Aškenazi come pianista
Interprete lucido e dall'impeccabile tecnica virtuosistica, è rinomato per le sue performance di composizioni romantiche e russe. Ha registrato i 24 preludi e fughe di Dmitrij Šostakovič, le sonate di Aleksandr Skrjabin, gli interi lavori per pianoforte di Fryderyk Chopin e Robert Schumann, tutte le sonate di Ludwig van Beethoven, come anche i concerti per pianoforte di Wolfgang Amadeus Mozart, Ludwig van Beethoven, Béla Bartók, Sergej Prokof'ev e Sergej Rachmaninov. Ha anche suonato e registrato musica da camera.

### Aškenazi come direttore d'orchestra
A metà della sua carriera pianistica, ha iniziato a condurre orchestre. È molto apprezzato per le sue registrazioni di lavori per orchestra di Jean Sibelius, Sergei Rachmaninoff, Sergej Prokof'ev, Dmitrij Šostakovič e Aleksandr Skrjabin.
È stato il principale direttore della Royal Philharmonic Orchestra dal 1987 al 1994, della Deutsches Symphonie Orchester Berlin dal 1989 al 1999 e il principale conduttore dell'Orchestra Filarmonica Ceca dal 1996 al 2003. È stato direttore musicale della NHK Symphony Orchestra nel 2004 al 2007, della European Union Youth Orchestra dal 2000 al 2015 e della Sydney Symphony Orchestra dal 2009 al 2013.

## Riconoscimenti
- Grammy Award
  - 1972 – Migliore performance di musica da camera con Lynn Harrell e Itzhak Perlman per   Beethoven: Sonate per violino e pianoforte
  - 1982 – Migliore performance di musica da camera con Lynn Harrell e Itzhak Perlman per  Čajkovskij: Trio per pianoforte in La Minore, op. 50
  - 1986 – Migliore performance strumentale solistica per Ravel: Gaspard de la Nuit; Pavane pour une infante défunte; Valses nobles et sentimentales
  - 1988 – Migliore performance di musica da camera con Lynn Harrell e Itzhak Perlman per Beethoven: Trii completi per pianoforte
  - 2000 – Migliore performance strumentale solistica per Šostakovič: 24 Preludes & Fugues, Op. 87

## Discografia parziale
- Bach, Clav. ben temperato (compl.) - Ashkenazy, 2005 Decca
- Bach, Part. clvc. n. 1-6 (pf.) - Ashkenazy, 2009 Decca
- Beethoven, Conc. pf. n. 1-5/Per Elisa - Ashkenazy/Solti/CSO, London - Miglior interpretazione solista di musica classica con orchestra (Grammy) 1974
- Beethoven, Son. pf. n. 1-32 - Ashkenazy, Decca
- Beethoven, Son. pf. n. 8, 14, 15, 17, 21, 23, 26 - Ashkenazy, Decca
- Beethoven, Son. pf. n. 8, 14, 23 - Ashkenazy, 1977/1981 Decca
- Beethoven, Son. vl. e pf. n. 5, 9 - Perlman/Ashkenazy, 1973/1974 Decca
- Beethoven, The Violin Sonatas - Ashkenazy/Perlman, 1979 London/Decca - Grammy Award for Best Chamber Music Performance 1979
- Beethoven, Piano Trios Vol. 1 e Vol. 2 - Perlman/Harrell/Ashkenazy, EMI - Grammy Award for Best Chamber Music Performance 1988
- Brahms, Conc. pf. n. 1-2/Var. Haydn/Var. Haendel - Ashkenazy/Haitink/CGO/WPO, 1981/1992 Decca
- Brahms Franck, Trio corno/Son. vl. - Tuckwell/Perlman/Ashkenazy, 1968 Decca
- Chopin, Chopin Complete Edition - Pollini/Argerich/Ashkenazy, 1979/1983 Deutsche Grammophon
- Chopin, Mazurche n. 1-59 - Ashkenazy, Decca
- Chopin, Notturni n. 1-21/Ballate n. 1-4 - Ashkenazy, Decca
- Chopin, Opere complete per pf. solo - Ashkenazy, Decca
- Chopin, Polacche n. 1-16/Berceuse/Allegro - Ashkenazy, Decca
- Chopin, Prel. n. 1-26/Sonata per pf. n. 2 - Ashkenazy, 1978/1980 Decca
- Chopin, Son. pf. n. 1-3/Studi/Fantasia - Ashkenazy, Decca
- Chopin, Son. pf. n. 2, 3/Fant. op.49/Preludi op.28/Pezzi per pf. - Ashkenazy, 1980 Decca
- Chopin, Studi n. 1-24 - Ashkenazy, 1971/1972 Decca
- Chopin, Valzer /Scherzi /Preludi - Ashkenazy, Decca
- Chopin Debussy Ravel, Scherzo n. 4/Notturno n.17/Isle joyeuse/Gaspard - Ashkenazy, 1965 Decca
- Čajkovskij, Ouv. 1812/Capriccio/Romeo e Giulietta/Francesca da Rimini - Ashkenazy/RPO, 1987/1996 Decca
- Čajkovskij, Ouverture 1812/Serenade for Strings/Romeo and Juliet/Voyvoda, 1997 Decca
- Čajkovskij, Sinf. n. 5/Serenata per archi - Ashkenazy/St.Petersburg PO, 1996 Decca
- Čajkovskij, Sinf. n. 6 - Ashkenazy/PhO, 1979/1988 Decca
- Čajkovskij, Stagioni/Pezzi per pf. - Ashkenazy, 1998 Decca
- Ciaikovsky, Conc. vl./Serenade mélancolique/Mélodie per vl. - Yoo/Ashkenazy/PhO, 2016 Deutsche Grammophon
- Čajkovskij Chopin, Conc. pf. n. 1/Sinf. n. 4 - Ashkenazy/Maazel/LSO/PhO, 1963/1978 Decca
- Čajkovskij Chopin, Conc. pf. n. 1 - Wunder/Ashkenazy/St.Petersburg, 2012 Deutsche Grammophon
- Čajkovskij Glazunov, Schiaccianoci/Stagioni - Ashkenazy/RPO, 1989/1990 Decca
- Čajkovskij, Piano Trio - Perlman/Harrell/Ashkenazy, EMI - Grammy Award for Best Chamber Music Performance 1982
- Debussy Ravel, Mer/Notturni/Rapsodia - Ashkenazy/Cleveland Orch., Decca
- Mozart, Conc. pf. n. 1-27 - Ashkenazy/PhO, Decca
- Mozart, Conc. pf. n. 20, 21, 23-25 - Ashkenazy/PhO, Decca
- Mozart, Conc. pf. n. 25, 27 - Ashkenazy/PhO, Decca
- Mussorgsky, Quadri (pf.)/Quadri (orch.) - Ashkenazy/PhO, 1982 Decca
- Prokofiev, Cenerentola - Ashkenazy/Cleveland O., 1983 Decca
- Prokofiev, Conc. pf. n. 1-5 - Ashkenazy/Previn/LSO, Decca
- Prokofiev, Piano Concertos n. 2 & 3 - Kissin/Philharmonia Orchestra/Ashkenazy, 2009 EMI - Miglior interpretazione solista di musica classica con orchestra (Grammy) 2009
- Prokofiev, Integrale opere concertanti - Ashkenazy/Bell/Harrell, 1989/1991 Decca
- Prokofiev, Romeo e Giulietta - Ashkenazy/RPO, 1991 Decca
- Prokofiev, Sinf. n. 1, 5-7/Autumnal/Ouv. Temi ebraici - Ashkenazy/CGO/LSO/Cleveland, 1974/1993 Decca
- Prokofiev, Son. pf. n. 6, 7, 8 - Ashkenazy, 1993/1994 Decca
- Prokofiev Glazunov, Cenerentola/Le stagioni - Ashkenazy/Cleveland O/Royal PO, 1983/1990 Decca
- Rachmaninov, Conc. pf. n. 1, 2 - Thibaudet/Ashkenazy/Cleveland, 1994/1995 Decca
- Rachmaninov, Conc. pf. n. 1, 3 - Ashkenazy/Previn/LSO, 1972 Decca
- Rachmaninov, Conc. pf. n. 1, 4 - Thibaudet/Ashkenazy/Cleveland, 1994/1995 Decca
- Rachmaninov, Conc. pf. n. 1-4 - Ashkenazy/Previn/LSO, Decca
- Rachmaninov, Conc. pf. n. 1-4/Raps. op.43/Var. Corelli/Son. pf. n. 2 - Ashkenazy/Previn/LSO, 1970/1985 Decca
- Rachmaninov, Conc. pf. n. 2, 3/Prel./Etudes - Ashkenazy/Previn, London
- Rachmaninov, Conc. pf. n. 2, 4 - Ashkenazy/Haitink/CGO, 1984 Decca
- Rachmaninov, Conc. pf. n. 2, 4/Raps. op. 43 - Ashkenazy/Previn/LSO, Decca
- Rachmaninov, Prel. op. 23, 32/Prel. op. 3 n. 2 - Ashkenazy, 1975 Decca
- Rachmaninov, Prel. op. 23, 32/Son. pf. n. 2 - Ashkenazy, 1975 Decca
- Rachmaninov, Rarità - Ashkenazy, 2012 Decca
- Rachmaninov, Sinf. n. 1-3 - Ashkenazy/CGO, Decca
- Rachmaninov, Sinf. n. 1-3/Isola dei morti - Ashkenazy/CGO, London
- Rachmaninov, Son. pf. n. 1/Variazioni Chopin - Ashkenazy, 2011 Decca
- Rachmaninov, Suites n. 1-2/Etudes-Tableaux - Ashkenazy/Previn, Decca
- Rachmaninov, Trii pf. n. 1-2/Vocalise/Dream - Ashkenazy/Visontay/Lidstrom, 2013 Decca
- Rachmaninov Prokofiev Shostakovich, Son. vlc. e pf./Quint. pf. - Harrell/Ashkenazy/Fitzwilliam, 1984/1988 Decca
- Ravel, Gaspard De La Nuit/Pavane Pour Une Infante Defunte/Valses Nobles Et Sentimentales - Ashkenazy, 1985 London – Grammy Award for Best Instrumental Soloist Performance (without orchestra) 1986
- Schubert, Trii pf. n. 1-2 - Ashkenazy/Zukerman/Harrell, Decca
- Schumann, Kreisleriana/Humoreske/Studi sinf./Fant. op. 17 - Ashkenazy, 1965/1972 Decca
- Schumann, Studi sinf./Papillons/Arabeske - Ashkenazy, 1984/1995 Decca
- Scriabin, Sinf. n. 1-3/Conc. pf./Poème de l'extase/Prometeo - Ashkenazy/DSO Berlin/Jablonski, 1990/1995 Decca
- Scriabin, Son. pf. n. 1-10 - Ashkenazy, Decca
- Scriabin, Vers la flamme - Ashkenazy, 2014 Decca
- Šostakovič, Conc. pf. n. 1-2/Sinf. n. 9 - Jablonski/Ortiz/Ashkenazy, 1989/1991 Decca
- Šostakovič, Prel. e fughe n. 1-24 - Ashkenazy, Decca - Grammy Award for Best Instrumental Soloist Performance (without orchestra) 2000
- Šostakovič, Sinf. n. 1-15/Festival Ouv./October/Song of the Forest - Ashkenazy/PhO/NHK/Petersburg, 1988/2006 Decca
- Šostakovič, Sinf. n. 5/Sinf. da camera - Ashkenazy/RPO, 1987/1989 Decca
- Šostakovič, Trii con pf. n. 1-2/Son. viola e pf. - Ashkenazy/Visontay/Meinich/Lidström, 2015 Decca
- Stravinskij, Balletti completi/Sinfonie - Dutoit/Chailly/Ashkenazy, 1984/1995 Decca
- Stravinskij, Chamber works and rarities - Ashkenazy/Dutoit/Ansermet, 1991/1994 Decca
- Stravinskij, Sagra/Sinf. in tre movimenti/Agon - Ashkenazy/DSO Berlin, 1991/1994 Decca
- Ashkenazy, 50 Anni con la Decca (Edizione limitata) - 50 CD con copertine originali, 2013 Decca
- Ashkenazy, The art of Ashkenazy - Rachmaninov/Mozart/Schubert - 1963/1996 Decca
- Ashkenazy, Vladimir & Vovka, Russian fantasy. Musica russa per 2 pianoforti - Rachmaninov/Borodin/Glinka/Scriabin/Mussorgsky - 2011 Decca
- Thibaudet, Concerto di Varsavia - Ashkenazy/Cleveland Orch., Decca
- Conc. pf., Addinsell, Scriabin, Rachman. - Ortiz/Ashkenazy/Maazel, Decca